# Saint-Lizier
Saint-Lizier è un comune francese di 1 527 abitanti situato nel dipartimento dell'Ariège nella regione dell'Occitania.

## Storia
Di origine romana, fu capitale storica del Couserans. Fu sede vescovile dall'antichità fino al 1801: il nome stesso della località deriva da san Licerio, vescovo di Couserans (VI secolo). La cattedrale dedicata allo stesso san Licerio, fu consacrata nel 1117. La struttura urbana del paese è fondamentalmente tardo-medievale (XV secolo).

## Società

### Evoluzione demografica
Abitanti censiti